# Saint-Saturnin-sur-Loire
Saint-Saturnin-sur-Loire ist eine Ortschaft und eine Commune déléguée in der französischen Gemeinde Brissac Loire Aubance mit 1.371 Einwohnern (Stand: 1. Januar 2022) im Département Maine-et-Loire in der Region Pays de la Loire. Die Einwohner werden Saourniens genannt.
Die Gemeinde Saint-Saturnin-sur-Loire wurde am 15. Dezember 2016 mit neun weiteren Gemeinden, namentlich Brissac-Quincé, Charcé-Saint-Ellier-sur-Aubance, Chemellier, Coutures, Les Alleuds, Luigné, Saint-Rémy-la-Varenne, Saulgé-l’Hôpital und Vauchrétien zur neuen Gemeinde Brissac Loire Aubance zusammengeschlossen. Sie gehörte zum Arrondissement Angers und zum Kanton Les Ponts-de-Cé.

## Geographie
Saint-Saturnin-sur-Loire liegt etwa zwölf Kilometer südöstlich von Angers an der Loire im Weinbaugebiet Anjou. 

## Bevölkerungsentwicklung
| Jahr                       | 1962 | 1968 | 1975 | 1982 | 1990 | 1999 | 2006 | 2013 |
| Einwohner                  | 538  | 547  | 589  | 824  | 1080 | 1205 | 1284 | 1379 |
| Quellen: Cassini und INSEE |      |      |      |      |      |      |      |      |

## Sehenswürdigkeiten
- Kirche Saint-Saturnin
- Herrenhaus La Fosse aus dem 17. Jahrhundert
- Herrenhaus La Groye aus dem 16./17. Jahrhundert
- Große Mühle
- Mühle von Denneron aus dem 17. Jahrhundert
- Mühle von Les Giraults aus dem 18. Jahrhundert
- Mühle von Les Quatre Croix aus dem 18./19. Jahrhundert

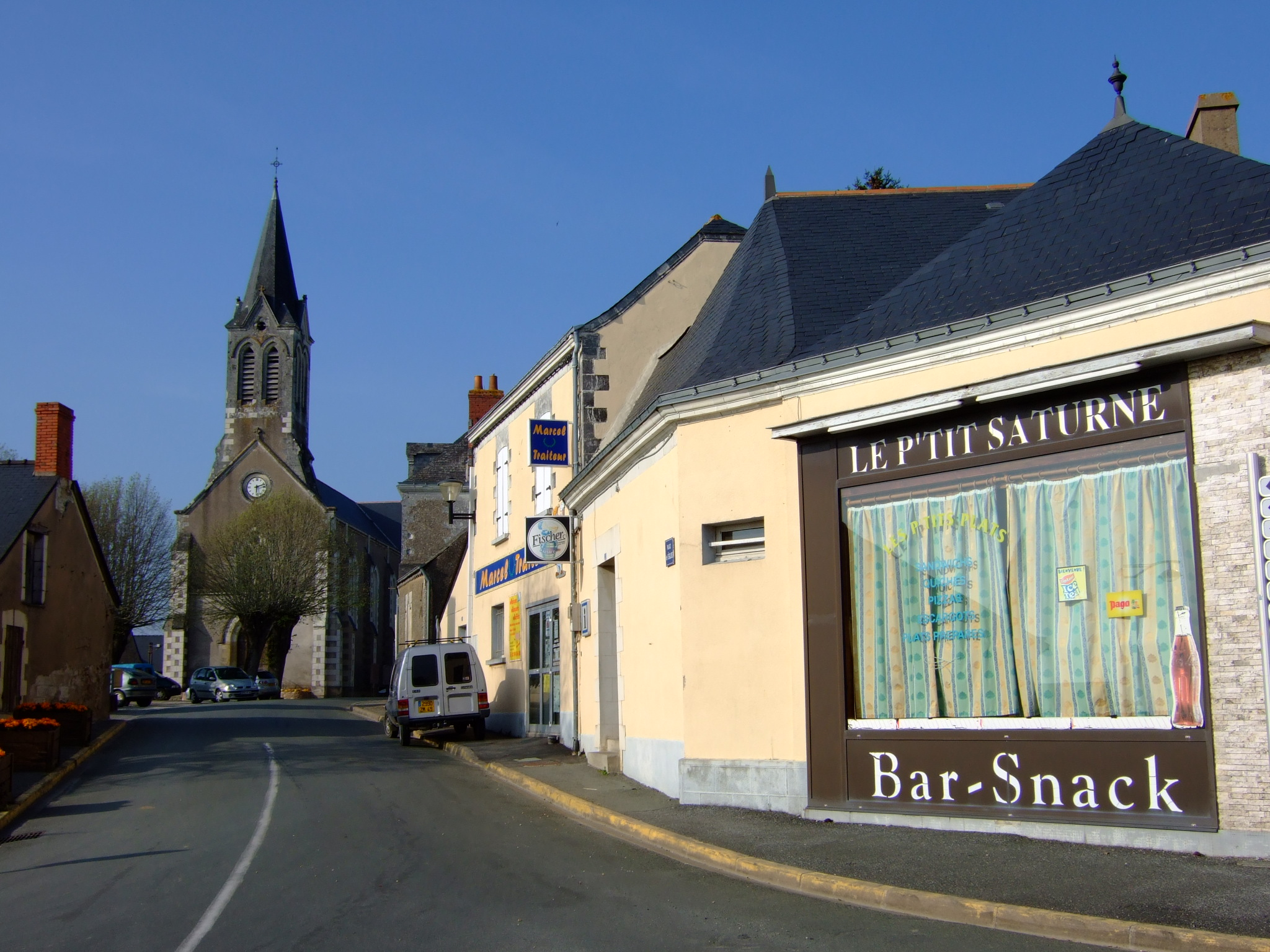
Kirche Saint-Saturnin
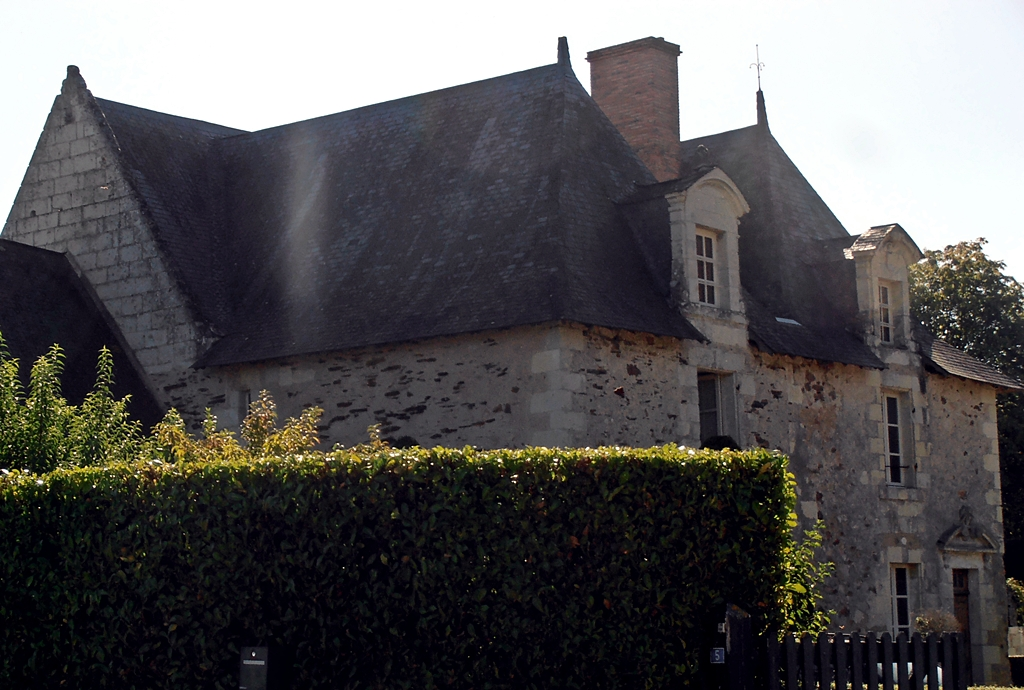
Herrenhaus La Fosse
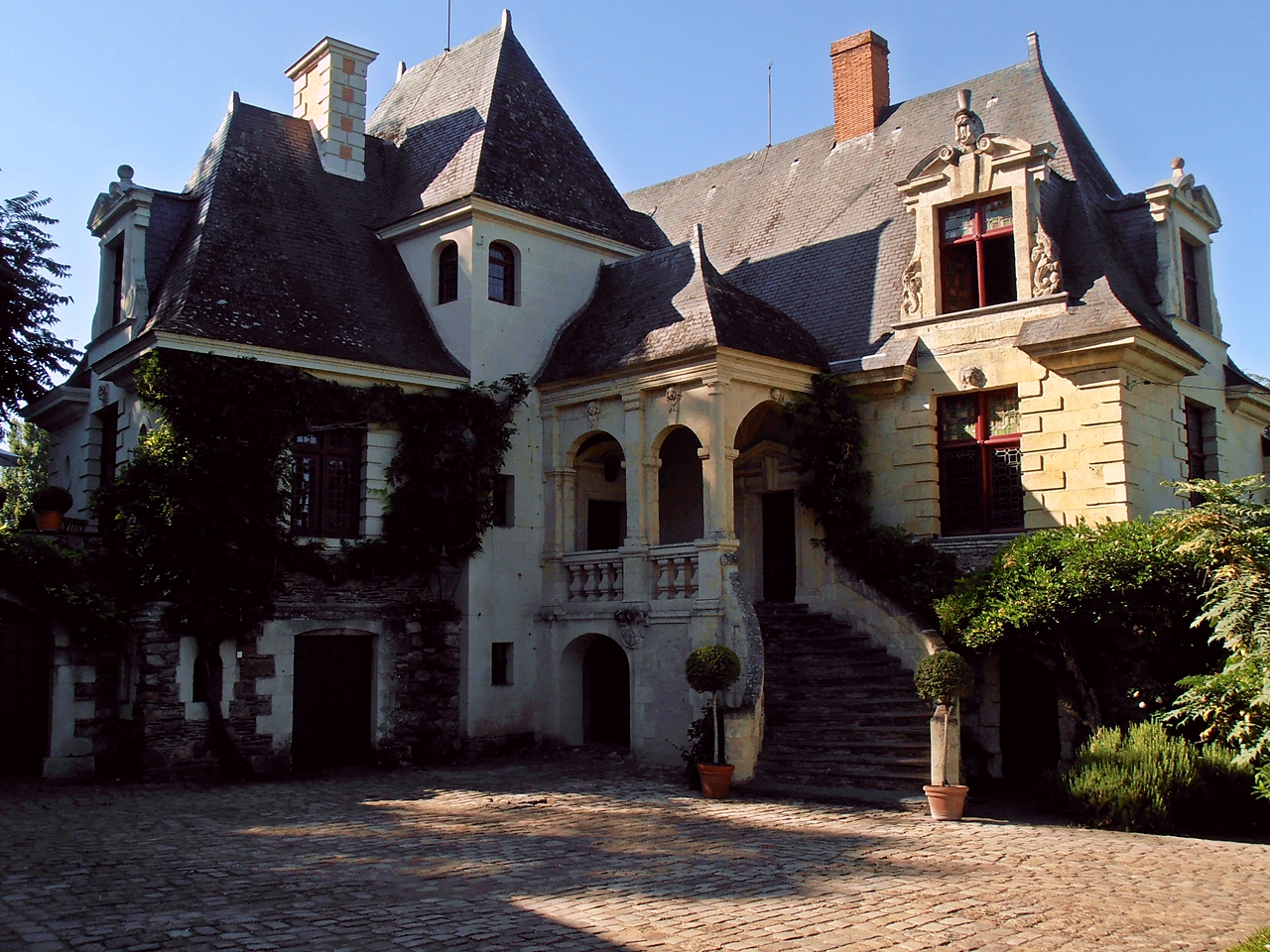
Herrenhaus La Groye
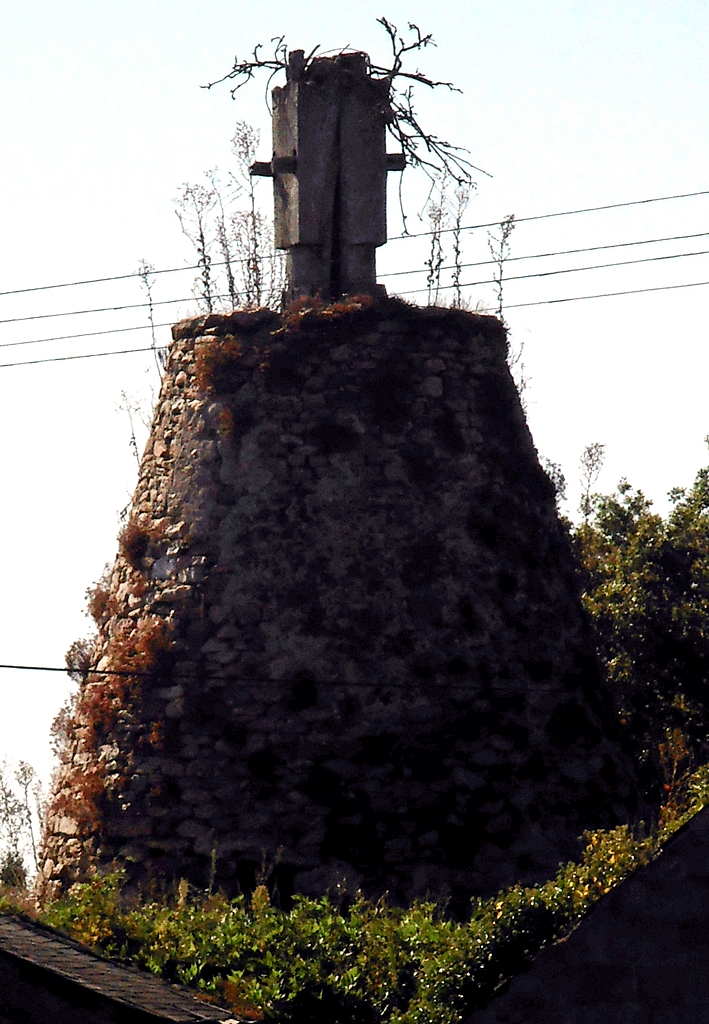
Große Mühle
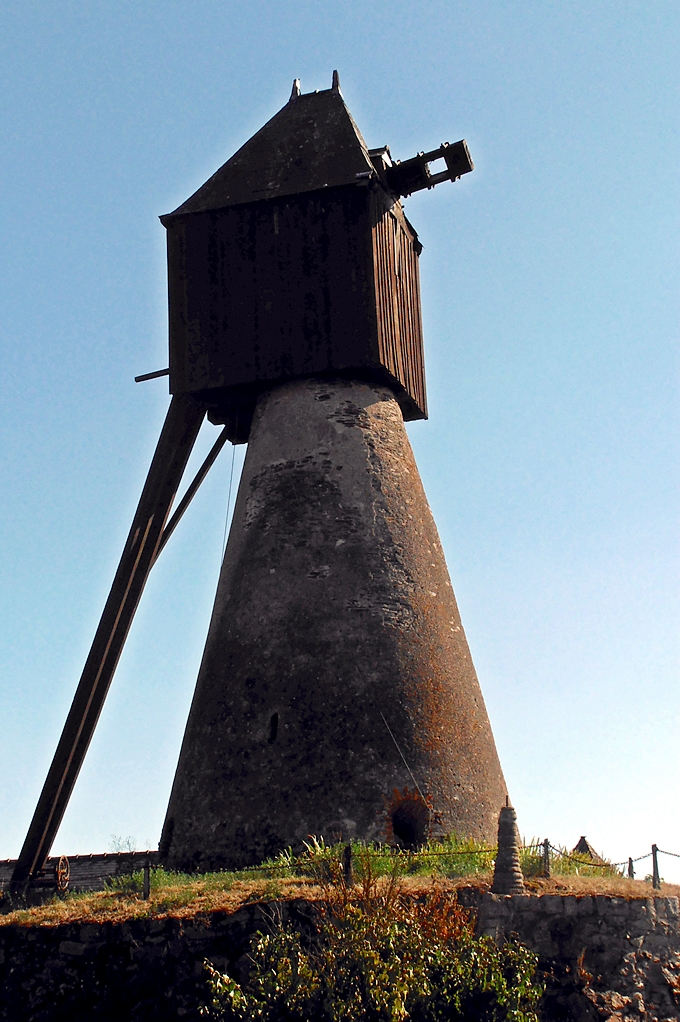
Windmühle von Les Quatre Croix

## Weinbau
Die Weinreben des Ortes gehören zum Weinbaugebiet Anjou.